# Patellogastropoda
Patellogastropoda Lindberg, 1986, historicamente denominada de Docoglossa Troschel, 1866, é uma subclasse da classe Gastropoda (a mesma classe dos caracóis, caramujos e lesmas). Também são conhecidos pelo termo lapa, embora esse termo também se aplique a moluscos de outros clados.

## Descrição
Estes moluscos caracterizam-se por suas conchas calcárias, vagamente cônicas e não espiraladas. Suas conchas são geralmente ovais com uma protuberância próxima ao centro, embora existam exceções.
Possuem duas brânquias na maioria das vezes. Em algumas espécies, há apenas uma, que se projeta no lado direito.
A maior parte das espécies não chega a ter mais de oito centímetros, sendo que muitas são bem menores. Entretanto, algumas espécies, como a Patella mexicana, oriunda do oeste do México, podem chegar a ter vinte centímetros de diâmetro.

## Tempo de vida

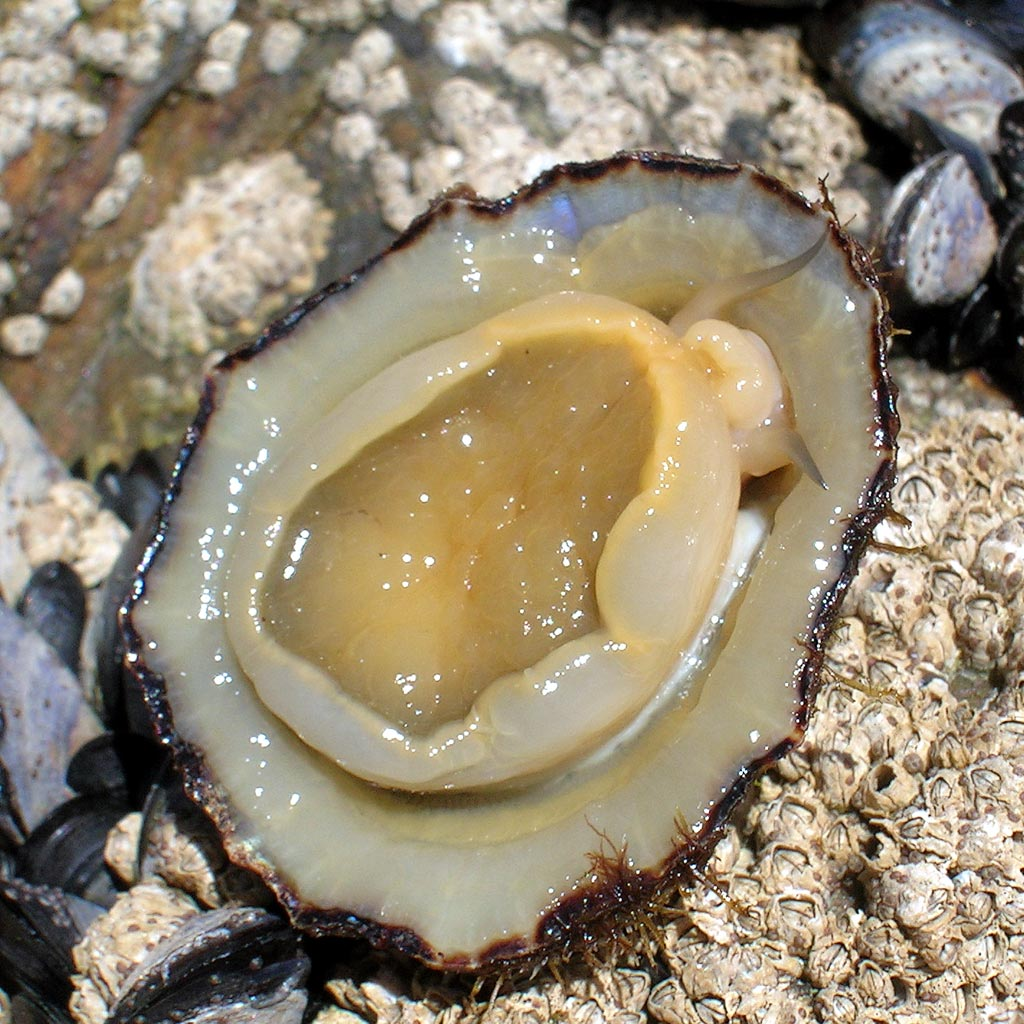
Lapa (Patella vulgata) virada, com o pé à mostra

O tempo de vida desses moluscos é variável, mas geralmente longo. Foram registrados espécimes que viveram mais de uma década.
O tempo de vida tende a diminuir em função do aumento da quantidade de alimento. Espécimes que vivem em rochas estéreis tendem a crescer mais lentamente e viver mais que aqueles que vivem em ambientes com mais disponibilidade de alimento. Por exemplo, os indivíduos da espécie Patella vulgata podem viver até cerca de quinze anos, com um crescimento muito lento, em rochas. Se alimentos são abundantes, porém, crescem muito mais rapidamente, mas só vivem dois ou três anos.

## Distribuição
Espécies dessa ordem podem ser encontradas em costas rochosas de todos os oceanos. Na costa brasileira, a espécie Acmaea subrugosa (ou Collisella subrugosa), vulgarmente denominada chapeuzinho chinês, é bastante comum. A espécie Patella vulgata apresenta também ampla distribuição, sendo encontrada nas costas do Mar Adriático, do Mar Mediterrâneo e Oceano Atlântico.

## Habitat
São muito comuns nas zonas entre marés, onde fixam-se às rochas. A maior parte das espécies aderem às rochas e outros substratos agarrando as protuberâncias e depressões do substrato com seu poderoso pé. Também conseguem se pressionar contra as rochas com força considerável, protegendo-se das ondas. Quando se pressionam, conseguem selar a borda de suas conchas contra o substrato, evitando a desidratação durante a maré baixa.
Quando aderem ao substrato, é muito difícil removê-los através de força bruta. Caso se tente removê-los dessa maneira, é mais provável que o espécime seja destruído que removido. Apesar de tamanha resistência à remoção, podem se locomover facilmente através de movimentos ondulados de seu pé.

### Comportamento territorial

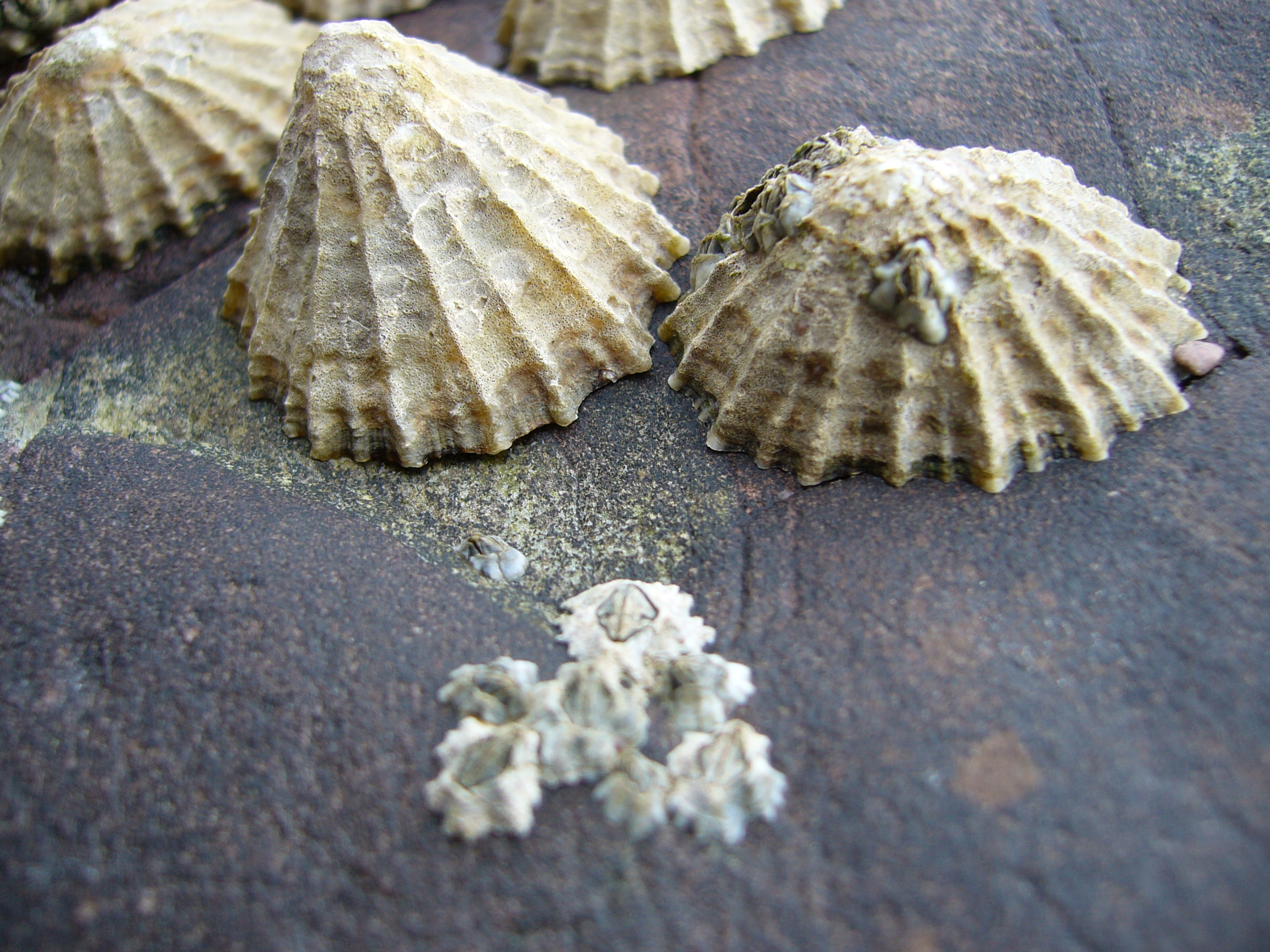
Lapas sobre rocha, em Pembrokeshire, País de Gales

Várias espécies da ordem voltam à mesma área depois de se alimentarem e durante a maré baixa. O ponto para onde retornam acaba ficando com uma depressão. A concha acaba assumindo exatamente a forma da depressão, de modo a se encaixar perfeitamente, protegendo o espécime da desidratação e de predadores. Ainda não se sabe ao certo como conseguem encontrar o ponto ao qual retornam; suspeita-se que deixam feromônios no muco deixando anteriormente na área, e posteriormente "sentem" com quimioreceptores para onde devem retornar.
Além do comportamento de retornar à mesma área, essas espécies também são bastante territoriais, o que é raro entre invertebrados. Indivíduos dessas espécies chegam ao ponto de empurrar outros organismos para fora de seu território com suas conchas, abrindo espaço para o crescimento de algas. Algumas dessas espécies, notavelmente  Lottia gigantea, também parecem "cultivar" algas à volta da região onde assentam.

## Alimentação

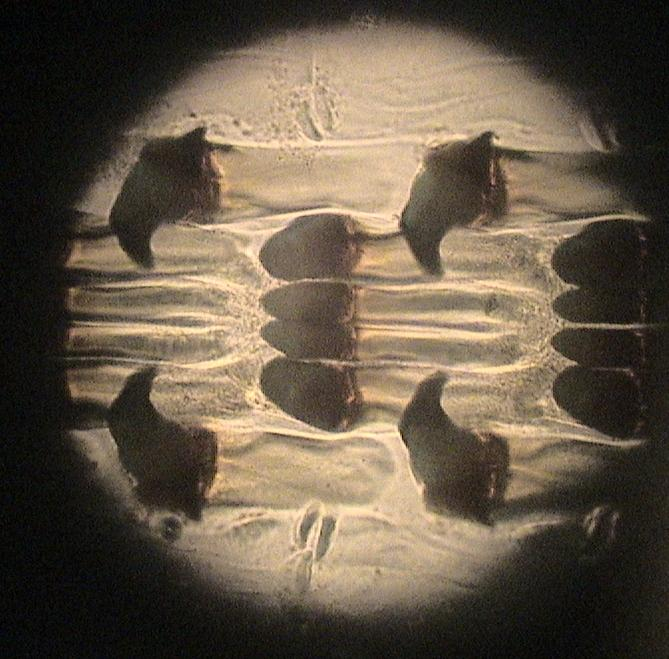
Fotografia da rádula de um espécime do gênero Patella, tirada ao microscópio

Esses moluscos alimentam-se geralmente de algas que crescem nos substratos. Removem as algas com suas rádulas. Podem eventualmente comer larvas que assentem sobre o substrato, se forem suficientemente pequenas.
Algumas espécies menores especializaram-se em viver em ervas marinhas, coletando as algas que vivem em tais plantas. Outras espécies pequenas vivem em e consomem algas marrons.
O consumo de algas por esses animais impede a proliferação desmedida das algas. Por isso, são considerados fundamentais para a manutenção da estabilidade da teia alimentar

## Predadores
Entre seus predadores, estão estrelas-do-mar, aves marinhas, peixes e mamíferos aquáticos, como focas. As lapas possuem diversas defesas contra esses animais: podem fugir, aderir à rocha etc. A defesa adotada depende do predador, que pode muitas vezes ser identificado quimicamente.

### Consumo humano

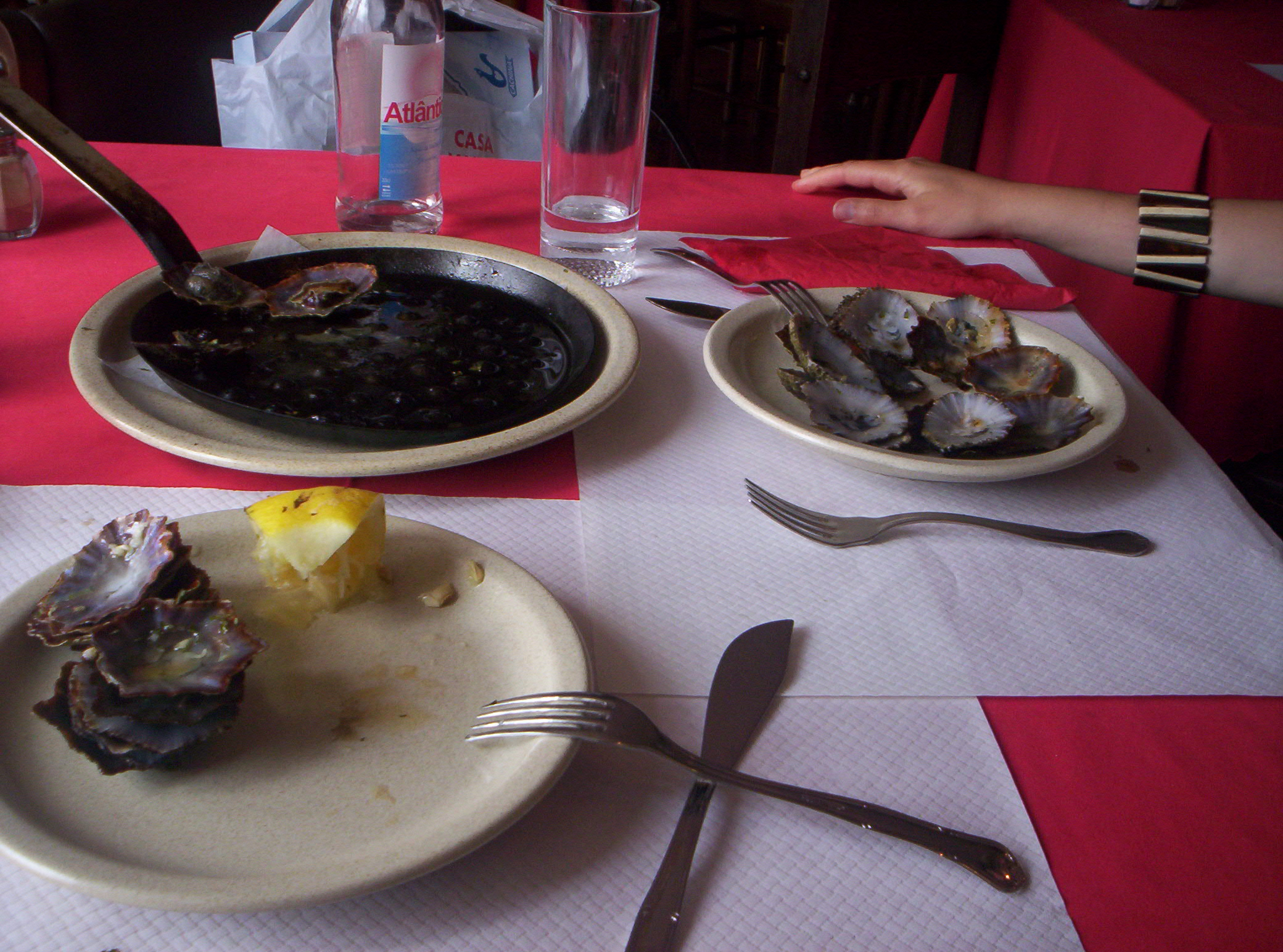
Lapas grelhadas, em Porto Santo

As espécies do gênero Cellana são muito apreciadas no Havaí, onde são conhecidas como ‘opihi e podem chegar a custar US$ 40 por 100 gramas.
Outras espécies são apreciadas nos arquipélagos dos Açores e da Madeira e em Portugal, onde são abundantes. As lapas grelhadas constituem uma das formas mais populares de preparação.
Além do uso alimentar, as conchas desses animais são procuradas por colecionadores de conchas.

### Espécies ameaçadas
Algumas espécies estão ameaçadas. A espécie Patella mexicana está sob risco de extinção, devido à coleta descontrolada (tanto para alimentação quanto por colecionadores) combinada com seu lento crescimento. Os ‘opihi havaianos também estão se tornando escassos, uma vez que são iguarias muito apreciadas. Algumas leis foram propostas para restringir a coleta, mas foram vetadas.

## Reprodução
A desova ocorre uma vez por ano, geralmente durante o inverno. As larvas vivem na zona pelágica durante algumas semanas, antes de assentarem sobre rochas e outros substratos.
Ao menos algumas espécies são hermafroditas e sofrem mudança de sexo durante o período de vida.

## Taxonomia

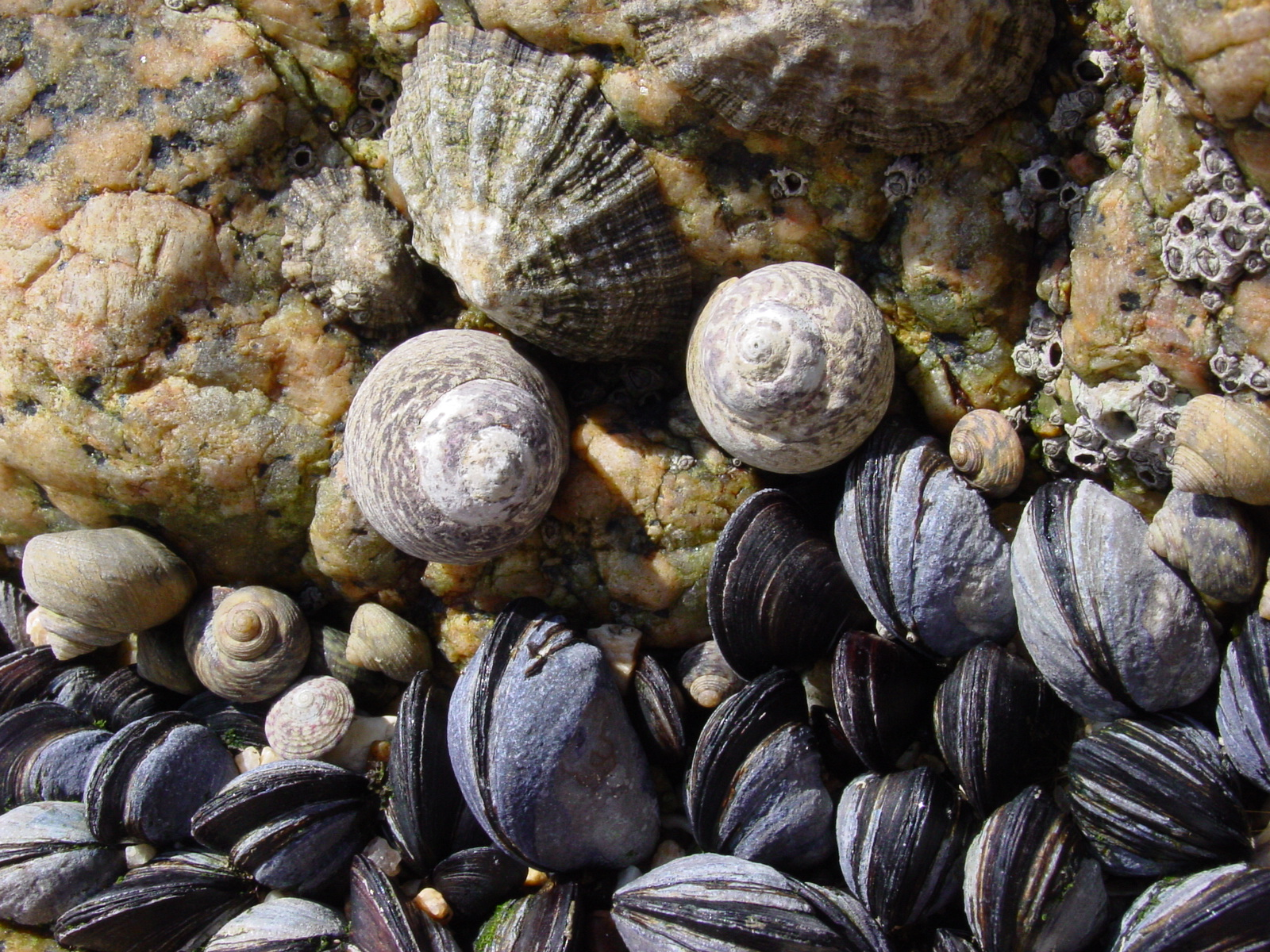
Espécimes de Patella lusitanica (junto com mexilhões, caracóis Monodonta lineata e cracas Semibalanus balanoides

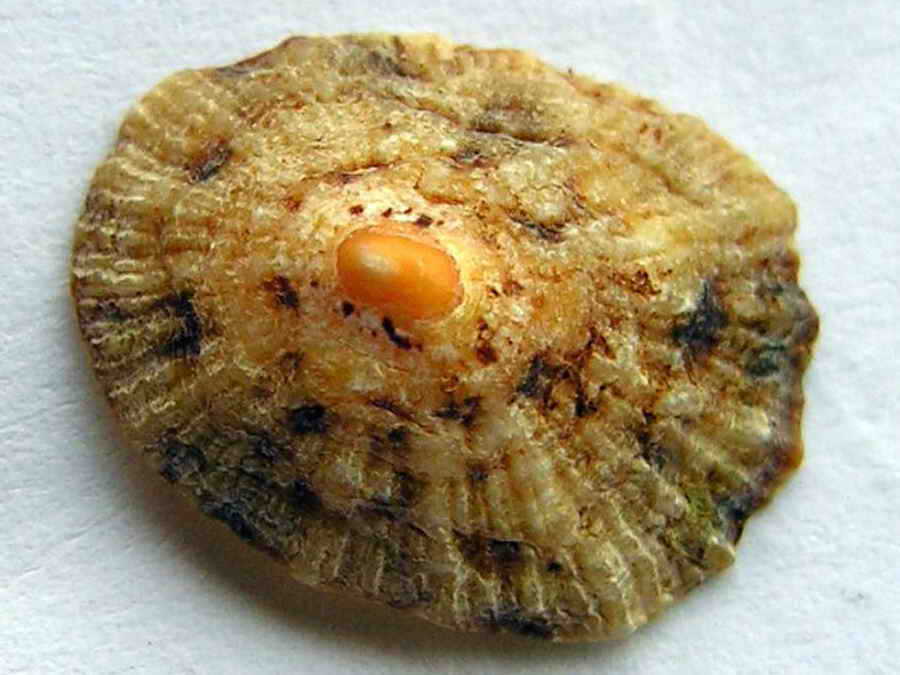
Concha de uma lapa

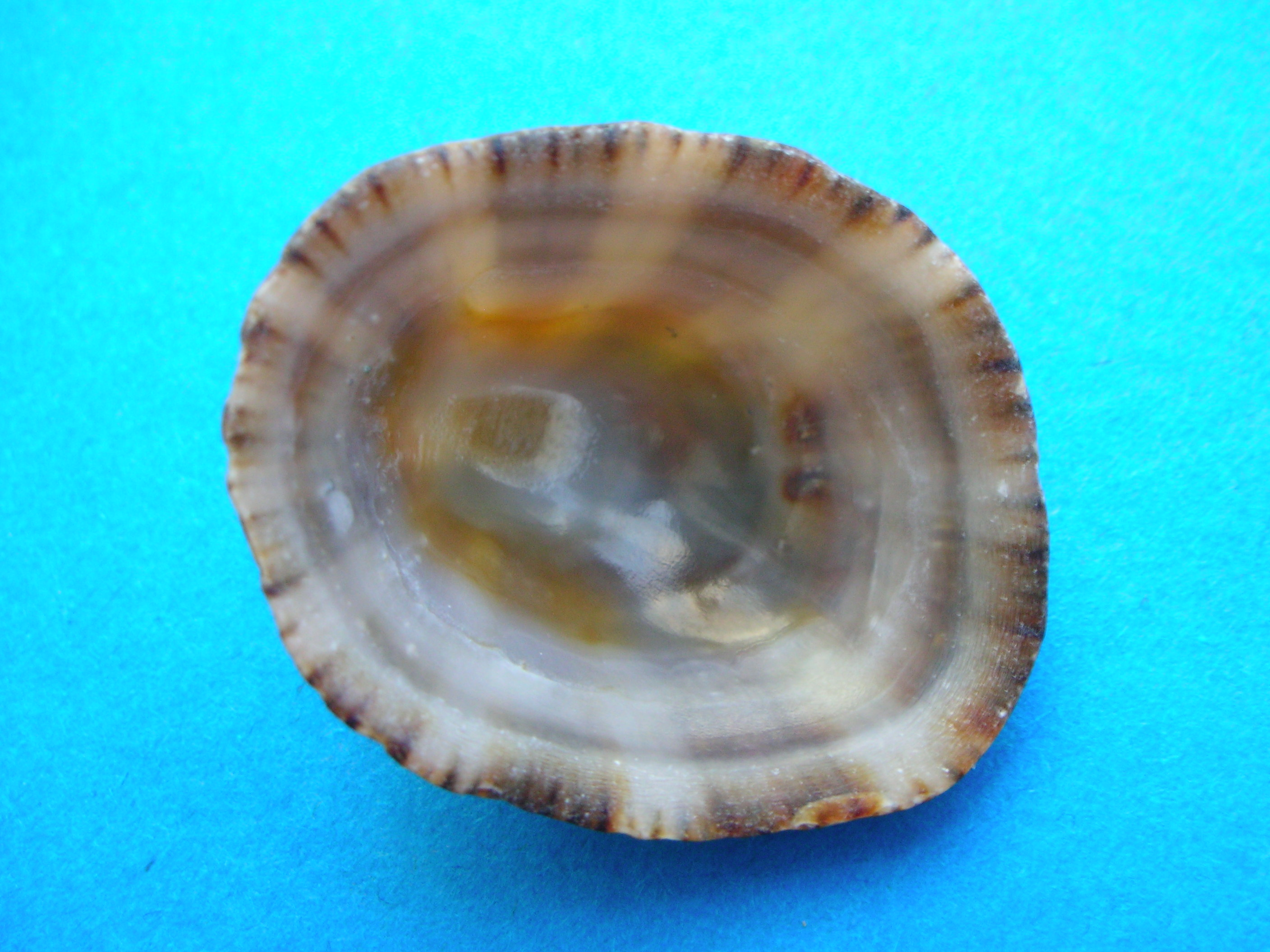
Concha vazia de uma Patella vulgata

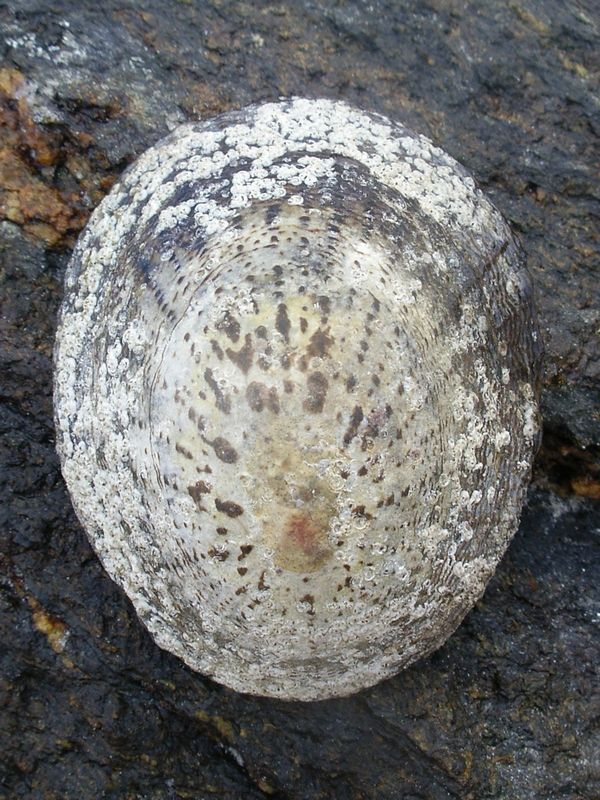
Fotografia de uma Cellana nigrolineata

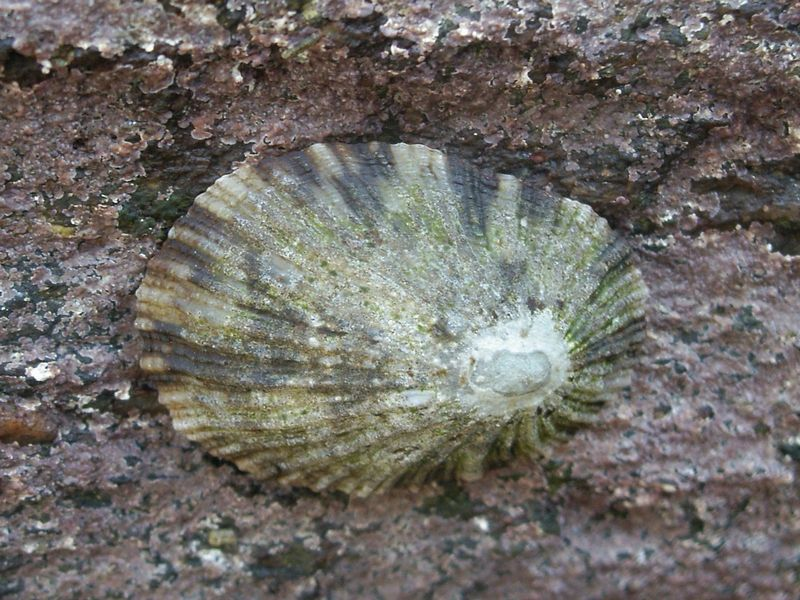
Fotografia de uma Cellana toreuma

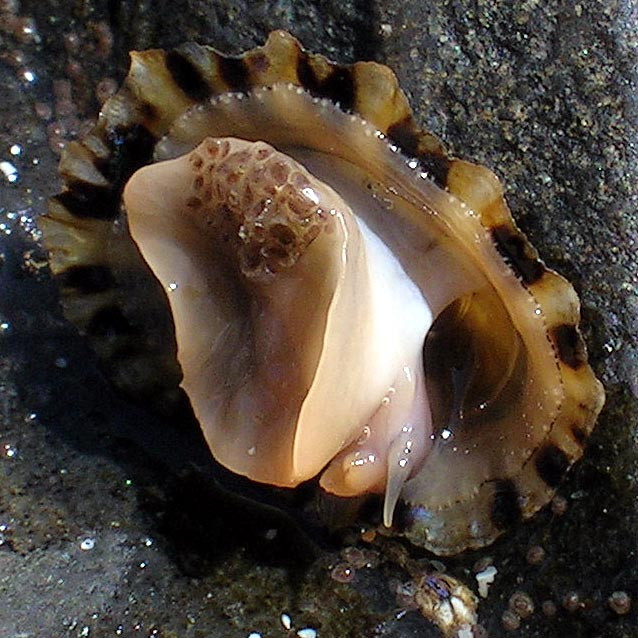
Patella vulgata virada

A taxonomia do clado Patellogastropoda segue abaixo:
- Superfamília Neolepetopsoidea  McLean, 1990 
  - Família Neolepetopsidae  McLean, 1990 
  - Família † Damilinidae  Horny, 1961 
  - Família † Lepetopsidae  Mclean, 1990

- Superfamília Lottiodea  Gray, 1840 
  - Família Acmaeidae  Forbes, 1850 
    - Subfamília Acmaeinae  Forbes, 1850 
      - Gênero Acmaea
      - Gênero Notoacmea

    - Subfamília Pectinodontinae  Pilbry, 1891 
      - Gênero Pectinodonta
      - Gênero Problacmaea

    - Subfamília Rhodopetalinae  Lindberg, 1981 
      - Gênero Rhodopetala

  - Família Lepetidae  Gray, 1850 
    - Subfamília Lepetinae  Gray, 1850 
      - Gênero Bathylepeta Moskalay, 1977
      - Gênero Cryptobranchia Middendorff, 1851
      - Gênero Iothia Forbes, 1849
      - Gênero Lepeta J. E. Gray, 1842
      - Gênero Limalepta Moskalev, 1978
      - Gênero Maoricrater Dell, 1956
      - Gênero Notocrater (Suter, 1908)

    - Subfamília Propilidiinae  Thiele, 1891 
      - Gênero Propilidium Forbes and Hanley, 1849
      - Gênero Sagamilepeta Okutani, 1987

  - Família Lottiidae  Gray, 1840 
    -       - Gênero Collosella
      - Gênero Discurria
      - Gênero Erginus

    - Subfamília Lottinae  Gray, 1840 
      - Tribo Lottiini  Gray, 1840  (synonym : Tecturidae  Gray, 1840 )
        - Gênero Lottia Gray, 1833
          - Lottia gigantea Sowerby, 1834
          - Lottia subrugosa (d'Orbigny, 1846)
          - †Lottia alveus, Eelgrass limpet

        - Gênero Niveotectura
        - Gênero Tectura

      - Tribo Scurriini  Lindberg, 1988 
        - Gênero Scurria

    - Subfamília Patelloidinae  Chapman & Gabriel, 1923 
      - Gênero Patelloida
      - Gênero Potamacmaea
      - Gênero Radiacmea

- Superfamília Nacelloidea
  -     - Família Nacellidae
      - Gênero Macklintockia
      - Gênero Naccula
      - Gênero Nacella
        -           - Nacella kerguelenensis (E. A. Smith, 1877
          - Nacella macquariensis Finlay, 1927
          - Nacella terroris (Filhol, 1880)

- Superfamília Patelloidea
  - Família Patellidae
    - Gênero Cellana
      -         - Cellana ampla
        - Cellana ardosioea Hombron & Jacquinot, 1841
        - Cellana capensis Gmelin, 1791
        - Cellana craticulata Suter, 1905
        - Cellana conciliata Rainbow limpet
        - Cellana denticulata Martyn, 1784
        - Cellana eucosmia Pilsbry, 1891
        - Cellana exarata Hawaiian blackfoot ‘opihi
        - Cellana flava Hutton, 1873
        - Cellana grata Gould, 1859
        - Cellana melanostoma Pilsbry, 1891
        - Cellana nigrolineata Reeve, 1854
        - Cellana ornata Dillwyn, 1817
        - Cellana radians (Gmelin, 1791)
        - Cellana rota
        - Cellana sandwicensis
        - Cellana stellifera Gmelin, 1791
        - Cellana strigilis Powell , 1955
        - Cellana strigilis strigilis Hombron & Jacquinot, 1841
        - Cellana strigilis bollonsi Powell, 1955
        - Cellana strigilis chathanensis (Pilsbry, 1891)
        - Cellana strigilis flemingi Powell, 1955
        - Cellana strigilis oliveri Powell, 1955
        - Cellana strigilis redimiculum (Reeve, 1854)
        - Cellana talcosa Gould, 1846
        - Cellana testudinaria Linnaeus, 1758
        - Cellana toreuma Reeve, 1855
        - Cellana tramoserica Holten, 1802

    - Gênero Helcion
      - Subgênero Ansates
        - Helcion pellucidum
        - Helcion tella

      - Subgênero Helcion
        - Helcion pectunculus

      - Subgênero Patinastra
        - Helcion dunkeri
        - Helcion pruinosus

    - Gênero Helioniscus
      -         - Helcion tella

    - Gênero Patella
      - Subgênero Olana
        - Patella cochlear

      - Subgênero Patella
        - Patella baudonii
        - Patella caerulea
        - Patella candei
        - Patella (candei) gomesii
        - Patella compressa
        - Patella depressa
        - Patella ferruginea
        - Patella lowei
        - Patella miniata
        - Patella moreleti
        - Patella piperata
        - Patella rustica
        - Patella ulyssiponensis
        - Patella variabilis
        - Patella vulgata
        - Patella granularis
        - Patella adansonii
        - Patella canescens
        - Patella granatina
        - Patella lugubris
        - Patella oculus
        - Patella plumbea
        - Patella argenvillei
        - Patella barbara
        - Patella chapmani
        - Patella exusta
        - Patella flexuosa
        - Patella kermadecensis
        - Patella laticostata
        - Patella longicosta
        - Patella peronii
        - Patella tabularis
        - Patella tucopiana

    - Gênero Rhodopetala
      -         - Rhodopetala rosea